# Замок Бентгайм
За́мок Бентга́йм (нім. Burg Bentheim) — ранньосередньовічний замок у серці Бад-Бентгайму в графстві Бентгайм у Нижній Саксонії.